# Бен Шелтон
Бен Шелтон (англ. Ben Shelton) —   американський тенісист.
Бенджамін Тодд Шелтон народився в родині тенісиста Браяна Шелтона. Його мати теж грала в теніс на студентському рівні. Професійним теніситом був і дядько Тодд Вітскен.

## Фінали Туру ATP

### Одиночний розряд: 5 (3 титули)
| Легенда                |
| ---------------------- |
| Grand Slam (0–0)       |
| ATP Finals (0–0)       |
| ATP Masters 1000 (1–0) |
| ATP 500 (1–2)          |
| ATP 250 (1–0)          |

| За поверхнею |
| ------------ |
| Хард (2–1)   |
| Грунт (1–1)  |
| Трава (0–0)  |

| Фінали за умовами |
| ----------------- |
| Під небом (3–1)   |
| В залі (0–1)      |

| Результат | В–П | Дата     | Турнір                                   | Статус   | Поверхня    | Супротивник              | Рахунок                 |
| --------- | --- | -------- | ---------------------------------------- | -------- | ----------- | ------------------------ | ----------------------- |
| Перемога  | 1–0 | Жов 2023 | Japan Open, Японія                       | ATP 500  | Хард        | Аслан Карацев            | 7–5, 6–1                |
| Перемога  | 2–0 | Кві 2024 | U.S. Men's Clay Court Championships, США | ATP 250  | Грунт       | Френсіс Тіафо            | 7–5, 4–6, 6–3           |
| Поразка   | 2–1 | Жов 2024 | Swiss Indoors, Швейцарія                 | ATP 500  | Хард (з)    | Джованні Мпетсі Перрікар | 4–6, 6–7(4–7)           |
| Поразка   | 2–2 | Кві 2025 | BMW Open                                 | ATP 500  | Ґрунт (red) | Александр Зверєв         | 6–2, 6–4                |
| Перемога  | 3–2 | Лип 2025 | Мастерс Канада, Канада                   | ATP 1000 | Тверде      | Карен Хачанов            | 6–7(5–7), 6–4, 7–6(7–3) |

### Парний розряд: 1  фінал
| Легенда                |
| ---------------------- |
| Grand Slam (0–0)       |
| ATP Finals (0–0)       |
| ATP Masters 1000 (0–0) |
| ATP 500 (0–1)          |
| ATP 250 (0–0)          |

| За поверхнею |
| ------------ |
| Хард (0–1)   |
| Грунт (0–0)  |
| Трава (0–0)  |

| Фінали за умовами |
| ----------------- |
| Під небом (0–1)   |
| В залі (0–0)      |

| Результат | В–П | Дата     | Турнір                         | Статус  | Поверхня | Партнер           | Супротивники                     | Рахунок               |
| --------- | --- | -------- | ------------------------------ | ------- | -------- | ----------------- | -------------------------------- | --------------------- |
| Поразка   | 0–1 | Лип 2023 | Washington Open, United States | ATP 500 | Хард     | Маккезі Макдоналд | Максімо Гонсалес Андрес Мольтені | 7–6(7–4), 2–6, [6–10] |

## Фінали ATP челенджерів

### Одиночний розряд: 6 (3 титули)
| Легенда                   |
| ------------------------- |
| ATP Challenger Tour (3–3) |

| За поверхнею |
| ------------ |
| Хард (3–3)   |
| Грунт (0–0)  |
| Трава (0–0)  |
| Килим (0–0)  |

| Результат | В–П | Дата     | Турнір                                    | Статус     | Поверхня | Супротивник         | Рахунок            |
| --------- | --- | -------- | ----------------------------------------- | ---------- | -------- | ------------------- | ------------------ |
| Поразка   | 0–1 | Лип 2022 | Georgia's Rome Challenger, США            | Challenger | Хард (з) | У Ібін              | 5–7, 3–6           |
| Поразка   | 0–2 | Сер 2022 | Chicago Men's Challenger, США             | Challenger | Хард     | Роман Сафіуллін     | 3–6, 6–4, 5–7      |
| Поразка   | 0–3 | Жов 2022 | Tiburon Challenger, USA                   | Challenger | Хард     | Зекері Свайда       | 6–2, 2–6, 4–6      |
| Перемога  | 1–3 | Жов 2022 | Charlottesville Men's Pro Challenger, США | Challenger | Хард (з) | Крістофер Юбенкс    | 7–6(7–4), 7–5      |
| Перемога  | 2–3 | Лис 2022 | Knoxville Challenger, USA                 | Challenger | Хард (з) | Christopher Eubanks | 6–3, 1–6, 7–6(7–4) |
| Перемога  | 3–3 | Лис 2022 | Champaign–Urbana Challenger, USA          | Challenger | Хард (з) | Александар Вукич    | 0–6, 6–3, 6–2      |